# Sri-lankische Cricket-Nationalmannschaft in England in der Saison 2024
Die Tour der sri-lankischen Cricket-Nationalmannschaft in England in der Saison 2024 fand vom 21. August bis zum 9. September 2024 statt. Die internationale Cricket-Tour war Bestandteil der Internationalen Cricket-Saison 2024 und umfasste drei Test. Die Tests waren Bestandteil der ICC World Test Championship 2023–2025. England gewann die Serie 2–1.

## Vorgeschichte
England spielte zuvor eine Tour gegen den West Indies, Sri Lanka gegen Indien. Das letzte Aufeinandertreffen der beiden Mannschaften bei einer Tour fand in der Saison 2021 in England statt.

## Stadien
Die folgenden Stadien wurden für die Tour vorgesehen.
| Stadion                     | Stadt      | Kapazität | Spiele  |
| --------------------------- | ---------- | --------- | ------- |
| The Oval                    | London     | 23.500    | 3. Test |
| Lord’s Cricket Ground       | London     | 30.000    | 2. Test |
| Old Trafford Cricket Ground | Manchester | 19.000    | 1. Test |

## Kaderlisten
England benannte seinen Kader am 4. August 2024.
Sri Lanka benannte seinen Kader am 7. August 2024.
| Test | Test |
| England | Sri Lanka |
| --- | --- |
| - Ben Stokes (K) - Ollie Pope (VK) - Harry Brook (VK) - Gus Atkinson - Shoaib Bashir - Jordan Cox (wk) - Ben Duckett - Josh Hull - Dan Lawrence - Matthew Potts - Joe Root - Jamie Smith (wk) - Olly Stone - Chris Woakes - Mark Wood | - Dhananjaya de Silva (K) - Kusal Mendis (VK, wk) - Dinesh Chandimal (wk) - Asitha Fernando - Vishwa Fernando - Prabath Jayasuriya - Dimuth Karunaratne - Lahiru Kumara - Nishan Madushka - Angelo Mathews - Kamindu Mendis - Ramesh Mendis - Pathum Nissanka - Kasun Rajitha - Milan Rathnayake - Sadeera Samarawickrama (wk) - Nisala Tharaka - Jeffrey Vandersay |

## Tour Match
| 14. – 17. August Scorecard | Worcester | Sri Lanka 139 (43.5) & 306 (87.1)   | – | England Lions 324 (89.2) & 122-3 (26.5) |
|                            |           | England Lions gewinnt mit 7 Wickets |   |                                         |

## Tests

### Erster Test in Manchester
| 21. – 24. August Scorecard | Manchester | Sri Lanka 236 (74) & 326 (89.3) | – | England 358 (85.3) & 205-5 (57.2) |
|                            |            | England gewinnt mit 5 Wickets   |   |                                   |

Sri Lanka gewann den Münzwurf und entschied sich als Schlagmannschaft zu beginnen. Sie verloren früh drei Wickets, woraufhin Kusal Mendis und Dinesh Chandimal eine Partnerschaft. Mendis gelangen 24 Runs, woraufhin sich Dhananjaya de Silva etablierte. Chandimal schied nach 17 Runs aus und wurde gefolgt durch Kamindu Mendis mit 12 und Prabath Jayasuriya mit 10 Runs. Daraufhin kam der Debütant Milan Rathnayake aufs Feld und de Silva verlor nach einem Fifty über 74 Runs sein Wicket. Er wurde durch Vishwa Fernando ersetzt und als Rathnayake ein Fifty über 72 Runs erzielte, erreichte Fernando noch 13 Runs, bis er das letzte Wicket des Innings verlor. Beste englische Bowler waren Chris Woakes mit 3 Wickets für 32 Runs und Shoaib Bashir mit 3 Wickets für 55 Runs. Für England etablierten sich die Eröffnungs-Batter Ben Duckett und Dan Lawrence, bevor der Tag nach schlechten Lichtverhältnissen vorzeitig beim Stand von 22/0 abgebrochen wurde. Am zweiten Tag war in der Morgen-Session auf Grund von einem nassen Außenfeld kein Spielen möglich. Nach dem Mittag schied Duckett nach 18 Runs aus und wurde durch Joe Root ersetzt. Lawrence gelangen 30 Runs und nachdem Harry Brook aufs Feld kam, verlor Root sein Wicket nach 42 Runs. Er wurde ersetzt durch Jamie Smith und nachdem Brook nach einem Fifty über 56 Runs ausgeschieden war, erzielte Chris Woakes 25 Runs. Zusammen mit Gus Atkinson beendete Smith dann den tag beim Stand von 259/6. Am dritten Tag schied erst Atkinson nach 20 Runs aus, bevor Smith sein Wicket nach einem Century über 111 Runs aus 148 Bällen verlor. Matthew Potts formte daraufhin zusammen mit Mark Wood eine Partnerschaft. Wood erzielte 22 Runs und Potts schied als letzter Batter des Innings nach 17 Runs aus und erhöhte dabei den Vorsprung auf 122 Runs. Beste sri-lankische Bowler waren Asitha Fernando mit 4 Wickets für 103 Runs und Prabath Jayasuriya mit 3 Wickets für 85 Runs. Für Sri Lanka bildete Eröffnungs-Batter Dimuth Karunaratne zusammen mit dem vierten Schlagmann Angelo Mathews eine Partnerschaft. Karunaratne schied nach 27 Runs aus und wurde durch Dinesh Chandimal ersetzt. Chandimal musste nach einem Treffer auf die Hand von einem Ball von Wood verletzt pausieren und wurde durch Dhananjaya de Silva ersetzt der 11 Runs erzielte. Es folgten daraufhin Kamindu Mendis und Milan Rathnayake. Rathnayake verlor sein Wicket nach 11 Runs und wurde gefolgt beim wieder hineinkommenden Chandimal der mit Mendis den Tag beim Stand von 204/6 beendete. Am vierten tag konnte Wood nach einer Verletzung nicht mehr weiter Spielen. Mendis erzielte ein Century über 113 Runs aus 183 Bällen. Chandimal verlor dann das letzte Wicket des Innings nach 79 Runs und erhöhte so die Vorgabe für England auf 205 Runs. Beste englische Bowler waren Matthew Potts mit 3 Wickets für 47 Runs und Chris Woakes mit 3 Wickets für 58 Runs. Für England begannen erneut Ben Duckett und Dan Lawrence. Duckett erreichte 11 Runs und Lawrence 34 Runs. Daraufhin formten Joe Root und Harry Brook eine weitere Partnerschaft. Brook gelangen 32 Runs und dem hineinkommenden Jamie Smith 39 Runs. Root konnte dann die Vorgabe nach einem Fifty über 62* Runs einholen. Beste sri-lankische Bowler waren Asitha Fernando mit 2 Wickets für 25 Runs und Prabath Jayasuriya mit 2 Wickets für 98 Runs. Als Spieler des Spiels wurde Jamie Smith ausgezeichnet.

### Zweiter Test in London
| 29. August – 2. September Scorecard | London (Lord’s) | England 427 (102) & 251 (54.3) | – | Sri Lanka 196 (55.3) & 292 (86.4) |
|                                     |                 | England gewinnt mit 190 Runs   |   |                                   |

Sri Lanka gewann den Münzwurf und entschied sich als Feldmannschaft zu beginnen. Für England formte Eröffnungs-Batter Ben Duckett mit dem vierten Schlagmann Joe Root eine Partnerschaft. Duckett schied nach 40 Runs aus und in der Folge erzielte Harry Brook 33 und Jamie Smith 21 Runs. Daraufhin kam Gus Atkinson aufs Feld und Root verlor nach einem Century über 143 Runs aus 206 Bällen sein Wicket. Daraufhin beendete Atkinson zusammen mit Matthew Potts den Tag beim Stand von 358/7. Am zweiten Tag schied Potts nach 21 Runs aus und wurde gefolgt durch Olly Stone. Atkinson gelang ein Century über 118 Runs aus 115 Bällen und Stone verlor das letzte Wicket des Innings nach 15 Runs. Bester sri-lankischer Bowler war Asitha Fernando mit 5 Wickets für 102 Runs. Für Sri Lanka erzielte der dritte Schlagmann Pathum Nissanka 12 Runs, bevor Angelo Mathews und Dinesh Chandimal eine Partnerschaft formten. Mathews erreichte 22 Runs und Chandimal 23 runs. Daraufhin bildeten Kamindu Mendis und Milan Rathnayake eine weitere Partnerschaft. Rathnayake schied nach 19 Runs und Mendis verlor das letzte Wicket nach einem Fifty über 74 Runs, womit Sri Lanka einen Rückstand von 231 Runs hatte. Beste englische Bowler waren mit jeweils zwei Wickets Matthew Potts (für 19 Runs), Chris Woakes (für 21 Runs), Gus Atkinson (für 40 Runs) und Olly Stones (für 70 Runs). Für England bildete Eröffnungs-Batter Ben Duckett mit Ollie Pope eine Partnerschaft und beendeten den Tag beim Stand von 25/1. Am dritten Tag erreichte Duckett 24 Runs und wurde durch Joe Root ersetzt. Nachdem Pope nach 17 Runs ausgeschieden war, konnte Harry Brook 37, Jamie Smith 26 Runs und Gus Atkinson 14 Runs erzielen. Root verlor das letzte Wicket des Innings nach einem Century über 103 Runs aus 121 Bällen und erhöhte so die Vorgabe auf 483 Runs. Beste Bowler für Sri Lanka waren Asitha Fernando mit 3 Wickets für 52 Run und Lahiru Kumara mit 3 Wickets für 53 Runs. Für Sri Lanka begannen Nishan Madushka und Dimuth Karunaratne. Madushka erreichte 13 Runs und der ihm folgende Pathum Nissanka 14 Runs. Kurz darauf endete der Tag beim Stand von 53/2. Am vierten Tag kam Angelo Mathews aufs Feld und Karunaratne schied nach einem Fifty über 55 Runs aus. Nachdem Dinesh Chandimal ins Spiel kam gelangen Mathews 36 Runs, bevor er durch Dhananjaya de Silva ersetzt wurde. Chandimal erreichte ein Fifty über 58 Runs und wurde durch Milan Rathnayake gefolgt. De Silva konnte ebenfalls ein Fifty über 50 Runs erzielen, und kurz nachdem Rathnayake nach 43 Runs ausgeschieden war, fiel mit Lahiru Kumara nach 10 Runs das letzte Wicket des Spiels, womit die Niederlage feststand. Beste englischer Bowler war Gus Atkinson mit 5 Wickets für 62 Runs, der dafür als Spieler des Spiels ausgezeichnet wurde.

### Dritter Test in London
| 6. – 10. September Scorecard | London (Oval) | England 325 (69.1) & 156 (34)   | – | Sri Lanka 263 (61.2) & 219-2 (40.3) |
|                              |               | Sri Lanka gewinnt mit 8 Wickets |   |                                     |

Sri Lanka gewann den Münzwurf und entschied sich als Feldmannschaft zu beginnen. Für England bildete Eröffnungs-Batter Ben Duckett zusammen mit Ollie Pope eine Partnerschaft.  Zwischenzeitig musste das Spiel auf Grund von schlechten Lichtbedingungen unterbrochen werden. Duckett erzielte ein Fifty über 86 Runs und nachdem Joe Root 13 erzielt hatte endete nachdem Harry Brook ins Spiel kam der Tag beim Stand von 221/3. Am zweiten Tag schied Brook nach 19 Runs aus und der ihm folgende Jamie Smith erreichte 16 Runs. Pope verlor sein Wicket nach einem Century über 154 Runs aus 156 Bällen, bevor Olly Stone das Innings ungeschlagen mit 15* Runs beendete. Bester sri-lankischer Bowler war Milan Rathnayake mit 3 Wickets für 56 Runs. Für Sri Lanka eröffnete Pathum Nissanka und an seiner Seite erzielte Kusal Mendis 14 Runs. Nissanka schied nach einem Fifty über 64 Runs aus, bevor Dhananjaya de Silva und Kamindu Mendis eine Partnerschaft formten und den tag beim Stand von 211/5 beendeten. Am dritten Tag de Silva verlor sein Wicket nach einem Fifty über 69 Runs und Mendis ebenfalls nach einem Fifty über 64 Runs. Das letzte Wicket des Innings verlor Asitha Fernando nach 11 Runs, der so den Rückstand auf 62 Runs verkürzte. Beste englische Bowler waren Olly Stone mit 3 Wickets für 35 Runs und Josh Hull mit 3 Wickets für 53 Runs. Für England formte Eröffnungs-Batter Dan Lawrence eine Partnerschaft mit dem vierten Schlagmann Joe Root eine Partnerschaft. Lawrence schied nach 35 Runs aus und Root erreichte 12 Runs. Daraufhin kam Jamie Smith aufs Feld und bildete mit Olly Stone eine weitere Partnerschaft. Smith schied nach einem Fifty über 67 Runs aus und Stone erreichte 10 Runs. Kurz darauf field das letzte Wicket des Innings und England stellte Sri Lanka eine Vorgabe über 219 Runs. Beste sri-lankische Bowler waren Lahiru Kumara mit 4 Wickets für 21 Runs und Vishwa Fernando mit 3 Wickets für 40 Runs. Für Sri Lanka formte Eröffnungs-Batter Pathum Nissanka zusammen mit dem dritten Schlagmann Kusal Mendis eine Partnerschaft, die den tag beim Stand von 94/1 beendete. Am vierten Tag schied Mendis nach 39 Runs aus, bevor Nissanka mit Angelo Mathews die Vorgabe einholen konnten. Nissanka hatte dabei ein Century über 127* Runs aus 124 Bällen erzielt und Mathews 32* Runs. Die englischen Wickets erzielten Gus Atkinson und Chris Woakes. Als Spieler des Spiels wurde Pathum Nissanka ausgezeichnet.

## Auszeichnungen

### Player of the Series
Als Player of the Series wurden der folgende Spieler ausgezeichnet.
| Serie | Player of the Series |
| ----- | -------------------- |
| Test  | Joe Root             |

### Player of the Match
Als Player of the Match wurden die folgenden Spieler ausgezeichnet.
| Spiel   | Player of the Match |
| ------- | ------------------- |
| 1. Test | Jamie Smith         |
| 2. Test | Gus Atkinson        |
| 3. Test | Pathum Nissanka     |